# Ebenezer Hazard
Ebenezer Hazard (* 15. Januar 1744 in Philadelphia; † 13. Juni 1817 ebenda) war der dritte Postmaster General der Vereinigten Staaten und der letzte Amtsinhaber, bevor die Verfassung von 1787 in Kraft trat.
Hazard, dessen Vorfahren aus Wales stammten, besuchte in Nottingham (Maryland) die Schule. Sein Vater Samuel Hazard war einer der Gründer des College of New Jersey, der späteren Princeton University. Dort machte er selbst dann auch 1762 seinen Abschluss, ehe er dann aber noch im selben Jahr auf einem Freibeuterschiff anheuerte, auf dem er bis 1765 diente. In der Folge ließ er sich als Buchhändler in New York City nieder. 1775 wurde er durch den Kontinentalkongress zum ersten Postmeister von New York berufen. Zudem war er als Aufsichtsbeamter (Surveyor) für die Postwege und -ämter zwischen New Hampshire und Georgia verantwortlich. 1781 wurde er in die American Academy of Arts and Sciences gewählt.
Am 28. Januar 1782 trat Ebenezer Hazard die Nachfolge von Richard Bache als Postmaster General an. Nach dem Ende seiner Amtszeit am 29. September 1789 wurde dieser Posten dann zum Kabinettsrang erhoben. Er kehrte in seine Heimatstadt Philadelphia zurück, wo er ein vielseitig interessiertes und aktives Mitglied der Gemeinde war. In der American Philosophical Society, deren Mitglied er seit 1781 war, fungierte er als Kurator. Überdies half er, die Insurance Company of North America aufzubauen.